# Daniel Kubajewski
Daniel Kubajewski (ur. 23 grudnia 1923 w Orli, zm. 13 września 2018) – pułkownik, oficer aparatu bezpieczeństwa PRL, doktor nauk historycznych, adiunkt w Akademii Sztabu Generalnego.

## Życiorys
Syn Antoniego i Marii Kubajewskich. Pochodził z rodziny polsko-białoruskiej. Deklarował wyznanie prawosławne. Uczeń szkoły powszechnej w Orli, Państwowej Szkoły Przemysłu Drzewnego w Hajnówce, szkoły średniej w Bielsku Podlaskim i liceum ogólnokształcące w Bydgoszczy. W latach
1957-1960 studiował w Akademii Sztabu Generalnego. W 1942 wywieziony na roboty przymusowe do Prus Wschodnich. Po uwolnieniu i powrocie funkcjonariusz Milicji Obywatelskiej. W listopadzie 1944 funkcjonariusz aparatu bezpieczeństwa jako młodszy referent w Wojewódzkim Urzędzie Bezpieczeństwa Publicznego w Białymstoku. Szef Wydziału II Rozpoznawczego Oddziału I Operacyjno-Rozpoznawczego sztabu KBW 1963-1966, szef Oddziału Kontrwywiadu Zarządu WSW 1960-1963, dyrektor Departamentu V Komitetu do spraw Bezpieczeństwa Publicznego w 1956, szef Wojewódzkiego Urzędu Bezpieczeństwa Publicznego we Wrocławiu 1953-1954, szef WUBP w Białymstoku 1951-1953, p.o. szefa WUBP w Opolu 1950-1951, szef PUBP w Grudziądzu w 1947.
Następnie wykładowca w Akademii Sztabu Generalnego WP. W 1972 uzyskał stopień doktora nauk historycznych, później docenta. Pracownik uczelni do czasu przejścia na emeryturę w 1989.
Uchwałą Prezydium KRN z 17 września 1946 odznaczony Srebrnym Krzyżem Zasługi.
Został pochowany na Cmentarzu Wolskim Prawosławnym w Warszawie.

## Awanse
- chorąży (1945)
- podporucznik (1946)
- porucznik (1947)
- kapitan (1949)
- major (1950)
- podpułkownik (1957)
- pułkownik (1961)[6]